# Russische Communistische Partij
Russische Communistische Partij (RCP) (Russisch: Русские коммунистической партии (Ркп)) was de bolsjewistische partij (bolsjewieken) na het sluiten van de Vrede van Brest-Litovsk in februari 1918. Na de stichting van de Sovjet-Unie in 1922 werd de naam gewijzigd in Communistische Partij van de Sovjet-Unie.